# North College Hill (Ohio)
Pour les articles homonymes, voir North College Hill.
North College Hill est une ville américaine située dans le comté de Hamilton, dans l'Ohio. Selon le recensement de 2010, sa population est de 9 397 habitants.